# Fabio Duque Jaramillo
Fabio Duque Jaramillo (Armenia, 12 de mayo de 1950 - Medellín, 9 de febrero de 2022)  fue un obispo católico, profesor, filósofo y teólogo colombiano, doctor en Sagrada Liturgia.

## Sacerdocio
Nació en Armenia Departamento de Quindío) el día 12 de mayo de 1950.
Ingresó a la Orden de los Hermanos Menores, más conocidos como Franciscanos, en Medellín en donde realizó su profesión temporal el 15 de enero de 1972 y su profesión solemne en Bogotá el 1 de febrero de 1975. Después de su ordenación sacerdotal adelantó estudios de Filosofía y Teología en la Universidad de San Buenaventura, Bogotá y doctorado en Sagrada Liturgia en San Anselmo, Roma (1985-1990).

## Otros cargos
Ha desempeñado los siguientes cargos: vice-maestro de Novicios (1975-1977); vicemaestro de Profesos Temporales (1977-1979); superior y párroco en Chimichagua (Cesar), (1979-1981); director del Departamento de Vida Consagrada del Secretariado Permanente del Episcopado Colombiano (1982-1985), miembro del Consejo Máximo de la Universidad de San Buenaventura (1984-1985), Director del Departamento de Catequesis del Secretariado Permanente del Episcopado Colombiano (1984-1985), Superior del Convento de San Bernardino en Bogotá (1990-1991), Decano de la Facultad de Teología y Profesor de Liturgia y Patrística de la Universidad San Buenaventura en Bogotá (1990-1992), Profesor del Instituto de Teología Misionera de los Padres Redentoristas en Bogotá (1990-1992), director académico del Centro de Estudios Pastorales Cardenal Aníbal Muñoz Duque para Religiosos y Religiosas en Bogotá (1991-1992), administrador parroquial (1992) y vicario parroquial (1993) en la Parroquia de San Francisco de Asís en Barranquilla, profesor de Liturgia Sacramentaria y patrística del Seminario Regional Arquidiocesano Juan XXIII en Barranquilla (1993), profesor invitado de Liturgia en el Instituto “Regina Mundi” en Roma (1996-1997), Predicador de Retiros al Clero diocesano y religioso, Predicador de Retiros espirituales de Religiosas, Asesor de Capítulos Provinciales de Religiosas, Visitador de varios Monasterios de Religiosas de Clausura, Miembro del Equipo de Coordinación del Servicio para el diálogo de la Orden de los Hermanos Menores, dependiente de la Curia General, Presidente de la Comisión para el diálogo con las culturas de la Orden de los Hermanos Menores del Gobierno General de la Orden.
Actividad en el Consejo Pontificio de la Cultura: Oficial del Pontificio Consejo de la Cultura, encargado del Área de lengua española y portuguesa (1994-1997); Subsecretario del Pontificio Consejo de la Cultura (1997-2003); participó en la Comisión IV de la UNESCO como miembro de la Delegación de la Santa Sede en las Conferencias Generales de 1999-2001 y 2003; participó como Jefe de la Delegación de la Santa Sede en la Mesa Redonda de los Ministros de la Cultura de los países miembros de la UNESCO sobre el “Patrimonio cultural inmaterial de la humanidad” convocada en Estambul en septiembre de 2002; en calidad de Oficial y Subsecretario del Consejo ha participado en numerosos encuentros regionales en América Latina y Europa en representación del mismo.

## Obispo
El 29 de noviembre de 2003 Su Santidad Juan Pablo II lo nombró obispo de Armenia.
El 11 de junio de 2012 Su Santidad Benedicto XVI lo nombró obispo de la diócesis de Garzón. 
| Predecesor: Rigoberto Corredor Bermúdez | Obispo de Garzón 2012 a 2022 (fallecido) | Sucesor:                           |
| Predecesor: José Roberto López Londoño  | Obispo de Armenia 2003 a 2012            | Sucesor: Pablo Emiro Salas Anteliz |